# Полибот

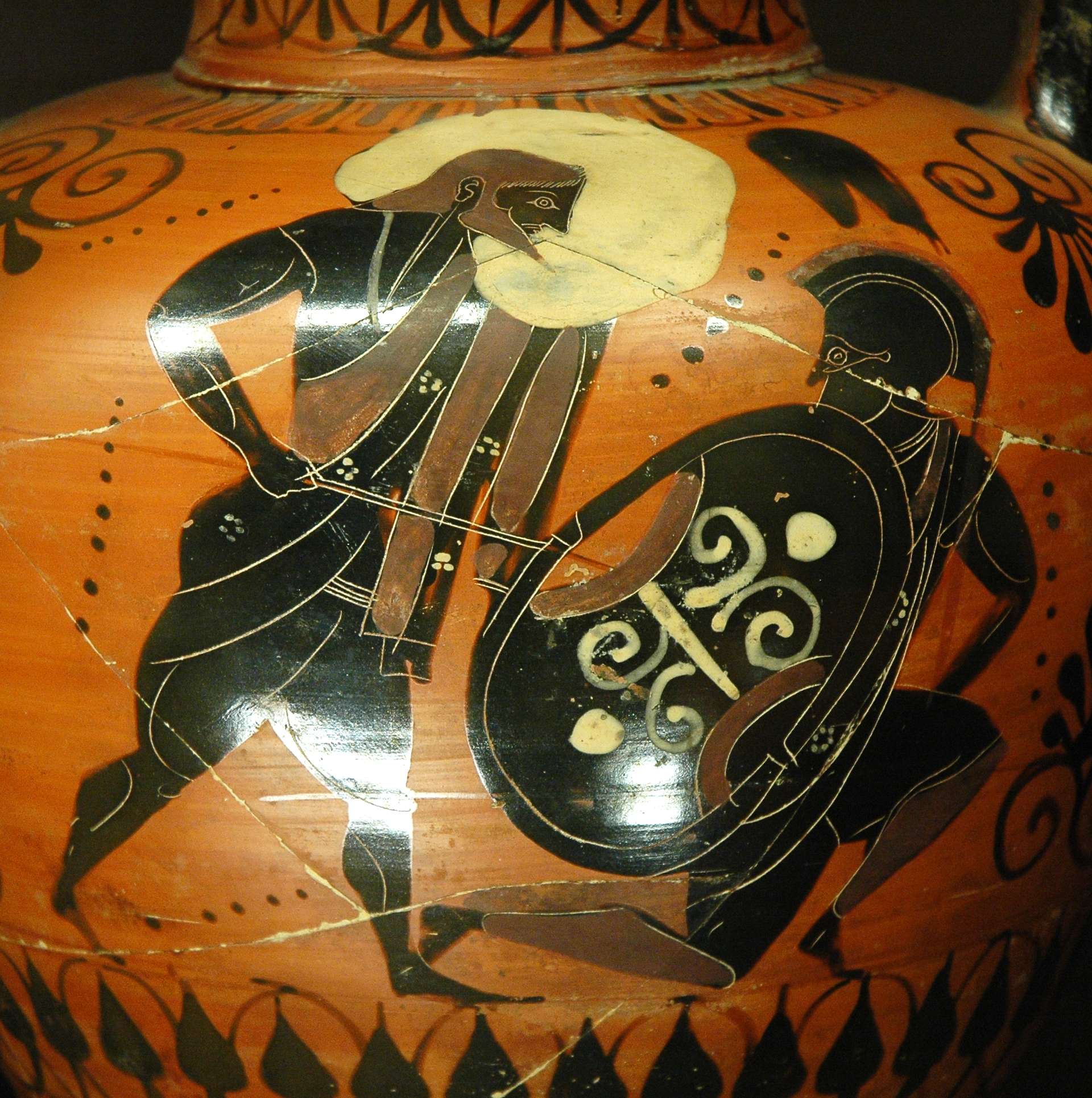
Посейдон со скалой преследует гиганта (вероятно, Полибота), чернофигурная амфора 2-й половины VI до н. э. (Лувр F226).

Полибо́т (др.-греч. Πολυβώτης) — гигант в древнегреческой мифологии.

## Мифы
Во время гигантомахии Полибот бежал, преследуемый Посейдоном, и прибыл на остров Кос, но Посейдон отсёк часть острова своим трезубцем и сбросил на гиганта, — так образовался остров Нисирос, похоронивший его. Но некоторые говорили, что Полибот покоится под Косом. В поэме Алкмана VII до н. э. Посейдон сбросил жернов, возможно, так метафорически назван Нисирос.
По другой версии, после удара Зевса Полибот уплыл, а Посейдон бросил в него трезубец, но промахнулся, и трезубец превратился в остров Нисирос (который в античности называли Порфирисом). У жителей Коса было сказание о связи гиганта с горным выступом Хелоной (Черепахой).

## В искусстве

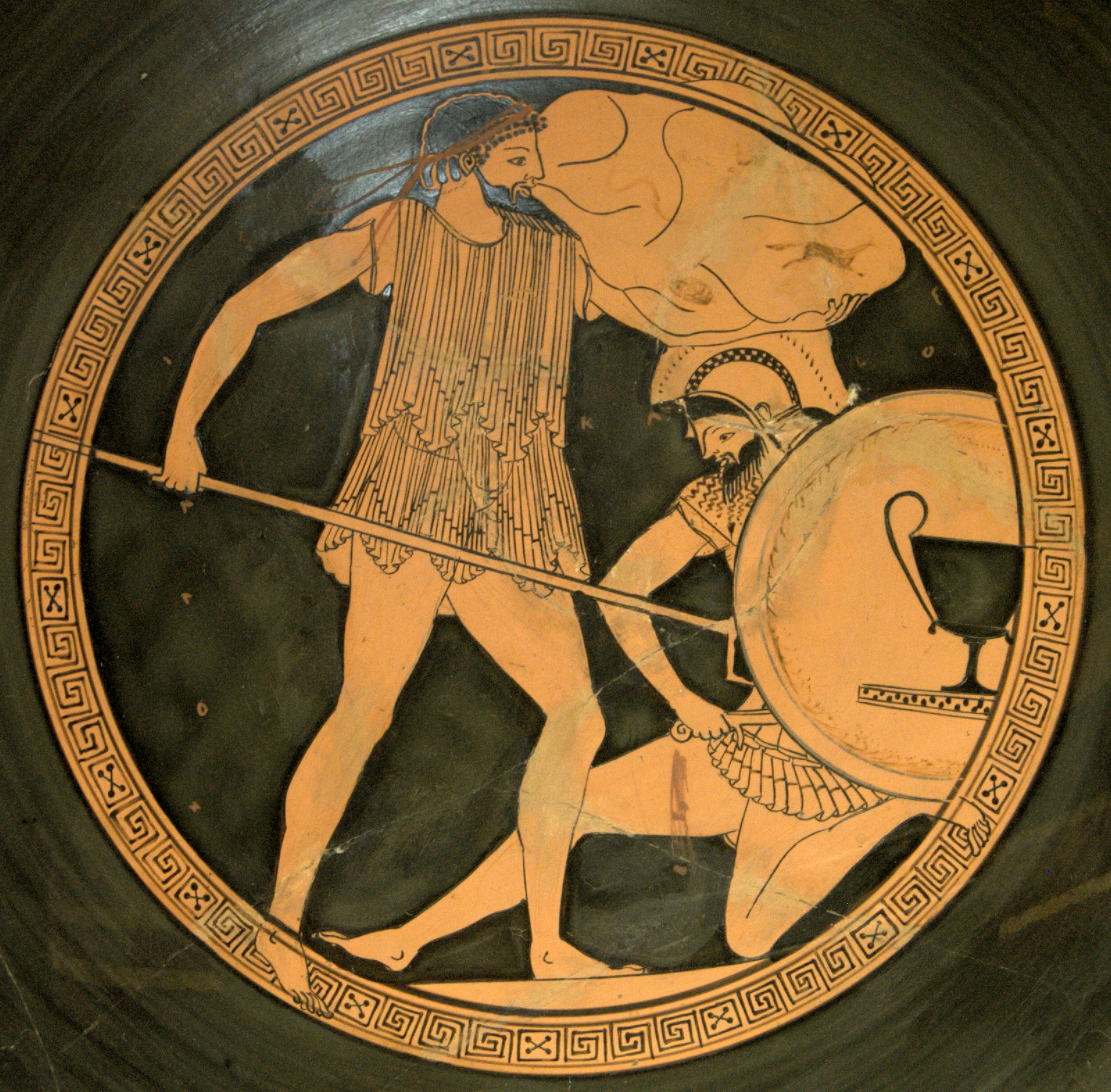
Посейдон со скалой на плече поражает трезубцем гиганта (вероятно, Полибота), краснофигурная чаша 1-й половины V до н. э. (Кабинет медалей 573).

Павсаний указал, что в Афинах стояла статуя Посейдона на коне, бросающего копьё в Полибота (но добавил, что надпись на пьедестале обозначала не Посейдона, но, вероятно, это было его имя на диалекте жителей Коса, которого Павсаний не знал).
Имя Полибота указано на двух чернофигурных сосудах VI века до н. э. На одном, фрагментарном диносе (Музей Гетти 81.AE.211), ему противостоит обозначенный надписью Зевс. А на амфоре (Лувр E732) ему противостоит Посейдон, который несёт на левом плече Нисирос, и готов бросить его в гиганта. На греческих вазах VI—V веков до н. э. часто изображали следующую сцену: Посейдон с трезубцем в правой руке и островом на левом плече двигается слева направо, сражаясь с гигантом (в основном, неназванным, но обычно предполагается, что это Полибот, хотя на одном сосуде указан другой гигант — Эфиальт).

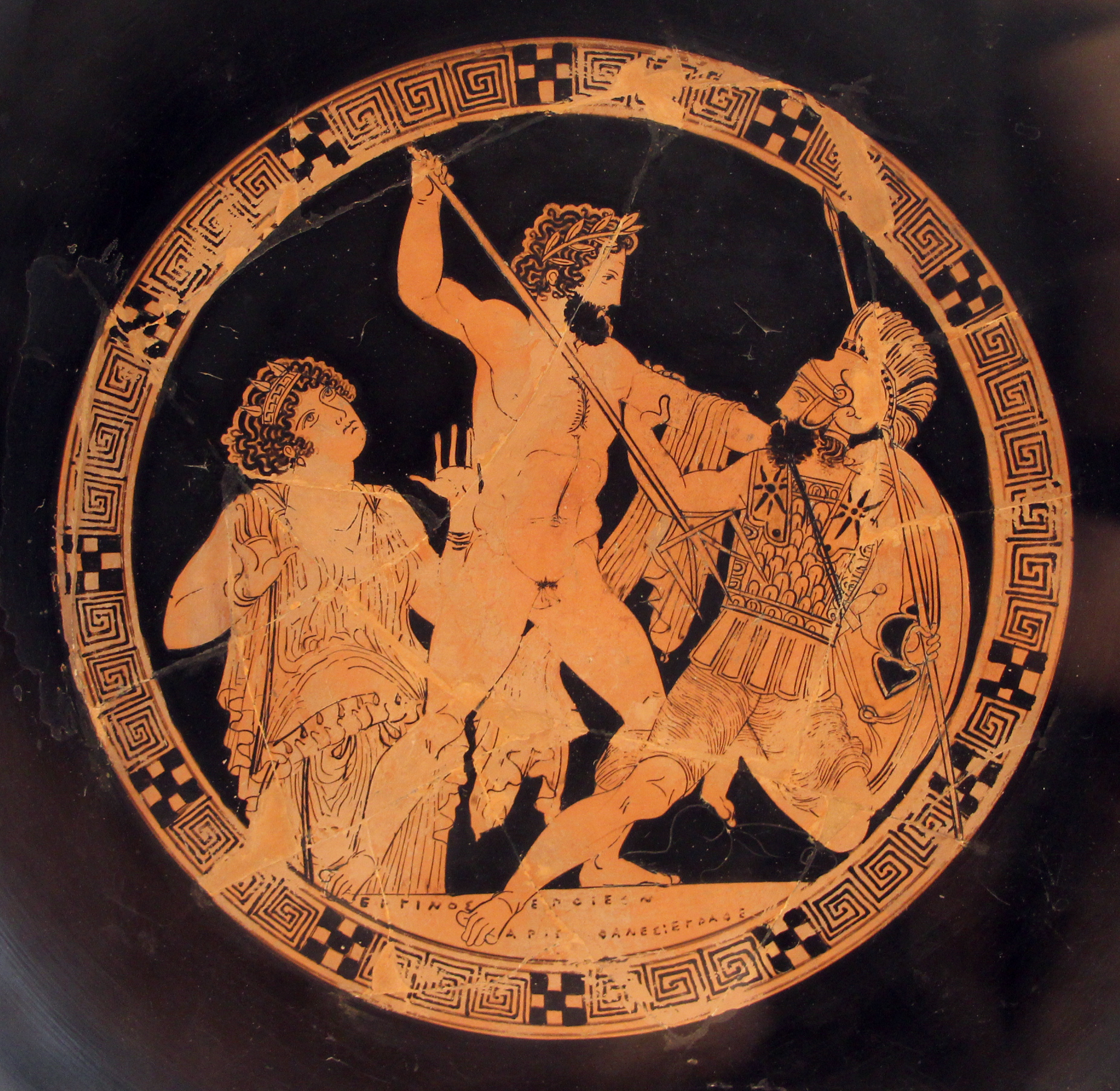
Посейдон атакует трезубцем Полибота на глазах Геи, дно краснофигурного килика конца V века до н. э. (Берлинское античное собрание, F2531)

Полибот, возможно, назван на чернофигурной (Акрополь 1632) и краснофигурной (Акрополь 2.211) чашах того времени.